# Caproni A.P.1
Caproni A.P. 1 – włoski samolot szturmowy.
Maszyna została opracowano z poleceniami Amadeo Mecozziego. Konstrukcja oparta na samolocie Caproni Ca.301 napędzanego 9-cylindrowym silnikiem Piaggio IX R.C. o mocy 600 KM. Wolnonośna konstrukcja dolnopłatu o masie 1850 kg. Oparty został na chromowo-molibdenowej kratownicy, na którą zostało nałożone płótno i sklejka. W owiewkach podwozia umieszczono dwa karabiny maszynowe Breda SAFAT kal. 7,7 mm, zastąpionych później karabinami maszynowymi kalibru 12,7 mm zamontowanymi w skrzydłach. Samolot miał opcję zamontowania kabiny strzelca pokładowego.
Osiągi samolotu Ca.301 były bardzo niskie, co nie przełożyło się na większą produkcję zakończoną po dwóch egzemplarzach o numerach: MM.242 i 243, który był wersją A.P. 1bis oznaczoną fabrycznie Ca.305 oraz późniejszym prototypem MM.289, który fabrycznie nazwano Ca.304. W kwietniu 1935 roku włoski rząd zamówił 12 maszyn seryjnych Ca.305 z silnikami RC.40 P.IX i pierścieniami Townenda. Ładunki bomb, jakie miały być przenoszone miały mieć masę 500 kg i być zawieszone w wewnętrznej komorze. Maszyny dostarczono do lutego 1936 roku. 
Późniejsza wersja miała otrzymać mocniejszy silnik gwiazdowy Alfa Romeo 125 RC.35 z mocą 650 KM z osłoną NACA. Zwiększono tym samym rozpiętość skrzydeł o 1,01 metra, co zwiększyło tym samym powierzchnię nośną o 3,01 m². Włoskie lotnictwo zamówiło 22 marca 1936 roku 27 samolotów. Otrzymały one oznaczenia fabryczne Ca.307. Wyposażono w nie dwa pułki szturmowe w sile po dwa dywizjony. Po wycofaniu samolotów z jednostek liniowych samoloty służyły do treningów.
Jeden samolotów drugiej serii produkcyjnej przeznaczony został do demonstracji klientom zagranicznym. Otrzymano dwa zamówienia z krajów Ameryki Południowej. Cztery samoloty zakupił Salwador, osiemnaście Paragwaj i 4 w wersji z pływakami. Z przyczyn technicznych dotarło do Paragwaju tylko siedem sztuk. Pozostałe samoloty trafiły do sił włoskich i jesienią 1938 roku wysłano je do Hiszpanii, uzupełniając włoski korpus ekspedycyjny. Samoloty ciągle służyły do celów treningowych.